# アルチーナ

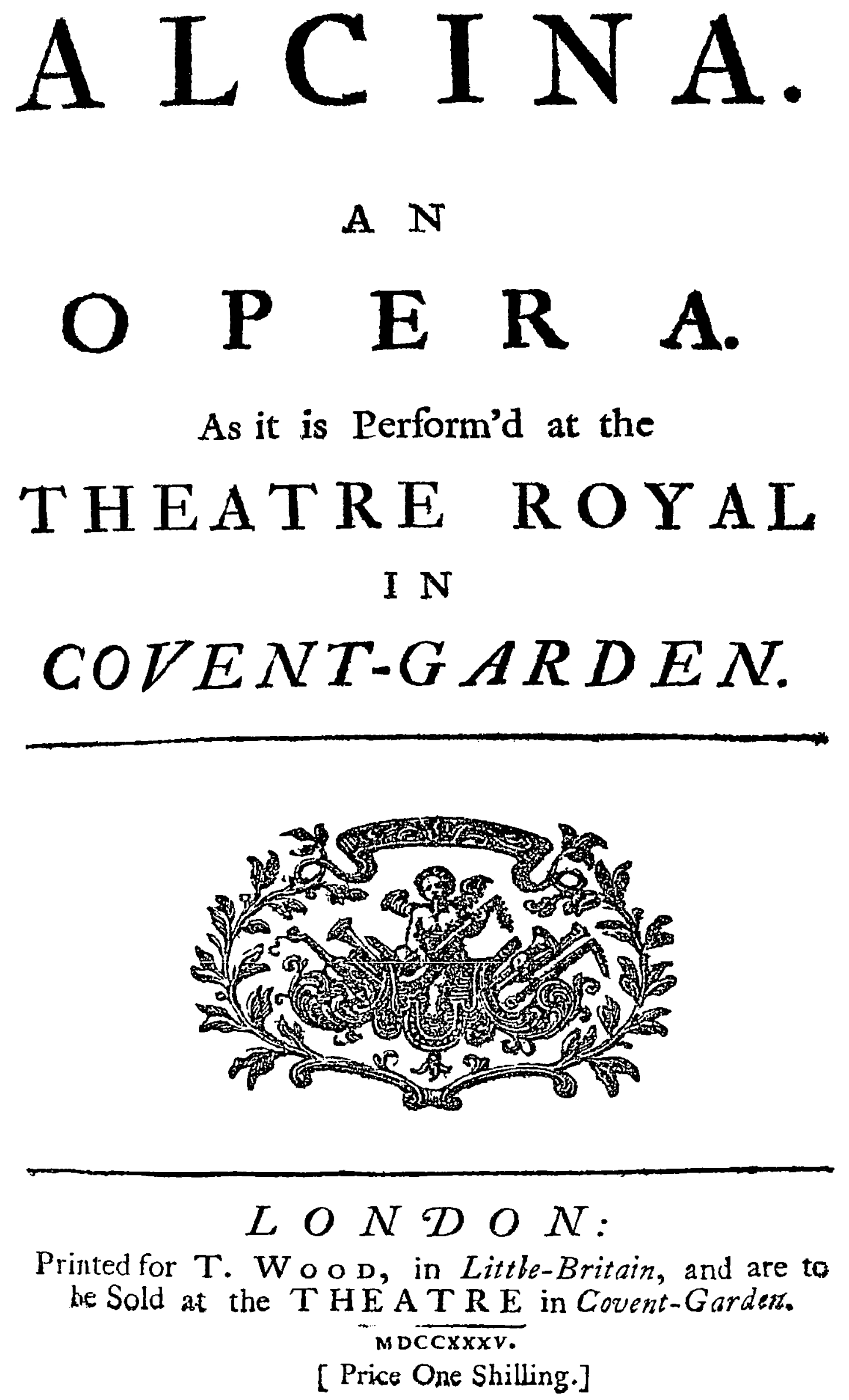
1735年初演時のリブレット表紙

『アルチーナ』（Alcina）HWV 34はゲオルク・フリードリヒ・ヘンデルが1735年に作曲した3幕からなるイタリア語のオペラ・セリア。『オルランド』、『アリオダンテ』と同様に、ルドヴィーコ・アリオスト『狂えるオルランド』を題材にしている。

## 作曲の経緯

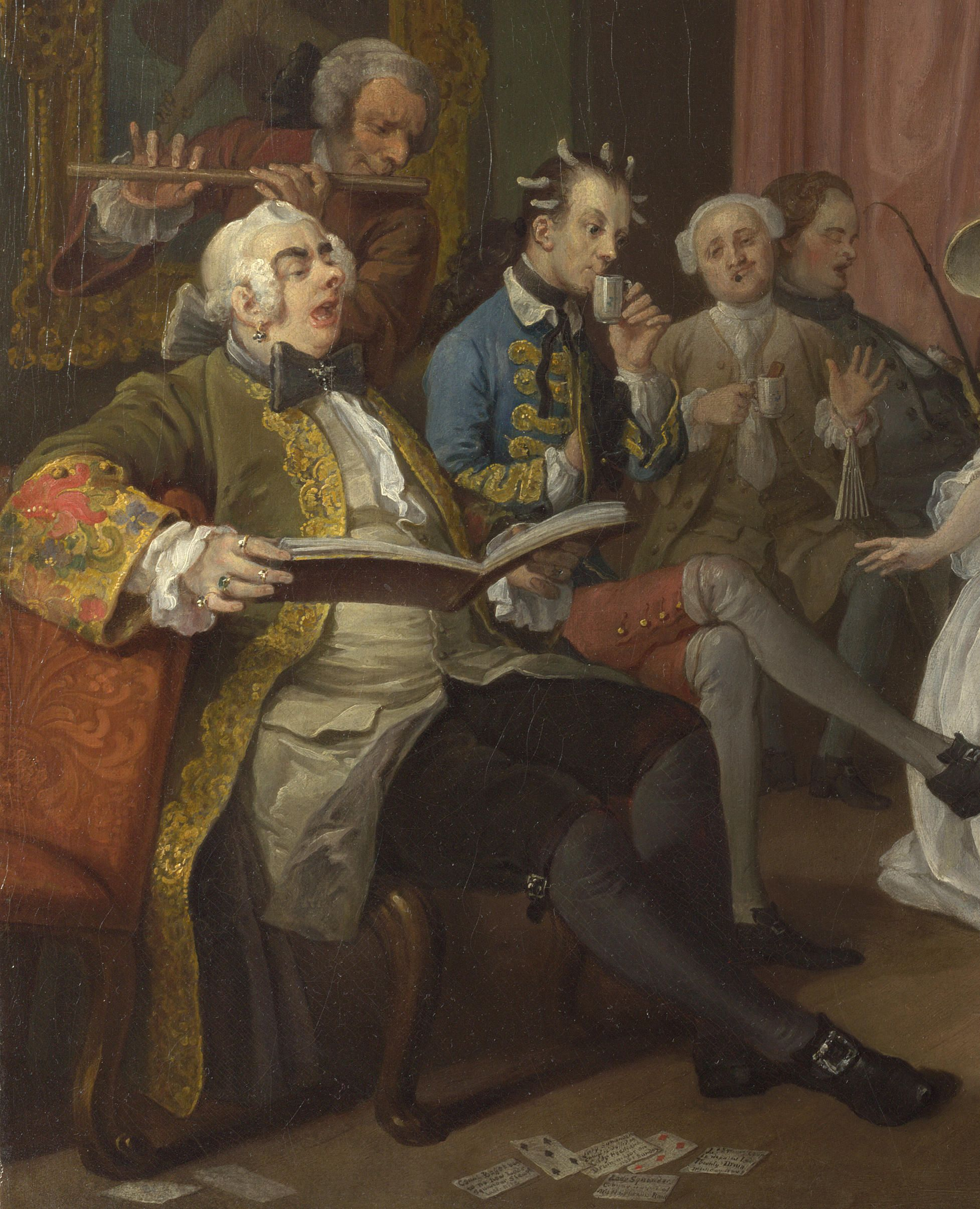
カレスティーニ。ホガース『当世風の結婚』第4より

作者不明の台本はリッカルド・ブロスキ作曲のオペラ『アルチーナの島』（1728年）を元にしている。ブロスキが当時のヘンデルのライバルであった貴族オペラの看板カストラート歌手であるファリネッリの兄であったことが関係しているかもしれない。
前作『アリオダンテ』と同様に、マリー・サレの一座によるバレエを含む。前作とくらべるとはるかに劇的で情熱的な作品であり、とくに主役のアルチーナは非常に激しい人物として描かれている。
バーニーによると、ルッジェーロを演じたカストラートのカレスティーニは、もっとも有名になったアリア「緑の木々よ」 (Verdi prati) を初め自分に向かないと言って突き返したが、ヘンデルは怒ってカレスティーニをひどく罵り、無理に歌わせたという。

## 初演とその後
アルチーナは1735年4月16日、ロンドンのコヴェント・ガーデンにおいて初の上演がなされた。国王夫妻の支援によって7月2日のシーズン終了までに18回上演された。『アルチーナ』はヘンデルのオペラの最後の成功作になった。
シーズン後、カレスティーニはヘンデルの横暴に怒ってヴェネツィアに去り、ライバルの貴族オペラのファリネッリに対抗できる唯一の歌手をヘンデルは失った。またサレもキューピッド役を演じて挑発的な衣装で踊ったことがスキャンダルとなり、パリに帰ってしまった。
1736年から翌年にかけてのシーズンでも再演したが、バレエを除いた短縮版で、上演回数は3回にとどまった。1738年にはブラウンシュヴァイクで2回上演された。
他のヘンデルのオペラと同様、没後は忘れ去られたが、1928年にライプツィヒで復活上演された。イギリスでは1957年に復活上演され、ジョーン・サザーランドが主役を演じた。フランコ・ゼフィレッリ演出による1960年のヴェネツィア上演でもサザーランドが主役を演じ、この作品を現代のオペラのレパートリーとして定着させるのに大きな役割を果たした。1962年に録音されている。

## 登場人物
初演ではタイトルロールのアルチーナをアンナ・マリア・ストラーダが、カストラートのジョヴァンニ・カレスティーニがルッジェーロを、テノールのジョン・ビアードがオロンテを歌った。オベルトはボーイソプラノのウィリアム・サヴェイジを登場させるために特に追加された登場人物のようである（サヴェイジは声変わりした後もカウンターテナー、のちにバス歌手としてヘンデル作品の重要な歌手であり続けた）。
- アルチーナ(ソプラノ) - 魔女
- ルッジェーロ（アルト・カストラート）- 騎士。
- ブラダマンテ（コントラルト）- ルッジェーロの恋人。
- メリッソ[6]（バス）- ブラダマンテの師。
- モルガナ（ソプラノ）- アルチーナの姉妹。
- オロンテ（テノール）- アルチーナの将軍、モルガナの恋人。
- オベルト（ボーイソプラノ）- 騎士アストルフォ（ブラダマンテの従兄弟）の息子。

## あらすじ

### 第1幕
ブラダマンテとメリッソはルッジェーロを救出するためにアルチーナの島にたどり着く。ブラダマンテは戦士の男に変装し、弟のリッチャルドの名を名乗っている。彼らはモルガナに導かれてアルチーナの魔法の宮殿を訪れる。宮殿では合唱とともにバレエが踊られている。ブラダマンテは遭難したので嵐がおさまるまで王国に逗留したいと告げる。
アルチーナのもとにはルッジェーロとオベルトがいる。オベルトはブラダマンテらに父を助けだすのを手伝ってほしいと伝える。一方ルッジェーロはアルチーナに魅了されて正気を失っており、本来の婚約者であるブラダマンテの言葉にも耳を貸さない。
モルガナがリッチャルド（男装したブラダマンテ）に心変わりしたために恋人のオロンテは怒る。計略を思いついたオロンテは、アルチーナがリッチャルドに浮気しているとルッジェーロに告げ、用済みのルッジェーロは岩や獣に変えられるだろうという。嫉妬に燃えるルッジェーロをなだめるためにアルチーナはリッチャルドを獣に変えようとするが、モルガナがブラダマンテに危険を告げに来る。ブラダマンテはモルガナを愛しているふりをする（モルガナのアリア「Tornami a vagheggiar」）。

### 第2幕
メリッソがルッジェーロのかつての師であるアトランテに化け、魔法の指輪をルッジェーロにはめさせると、アルチーナの宮殿は荒涼とした場所に変わり、ルッジェーロは正気にかえる。ルッジェーロがリッチャルドに謝罪すると、リッチャルドは自分がブラダマンテ本人であることを明かす。
メリッソの忠告に従ってルッジェーロはまだアルチーナを愛しているふりを続け、狩りに出る許可を得る。しかし、実は狩りを口実にして逃げようとしていることをオロンテから知らされたアルチーナは怒る(Ah! mio cor)。ルッジェーロとブラダマンテの会話を隠れて聞いていたモルガナも騙されたと知って怒る（ルッジェーロの有名なアリア「緑の木々よ」(Verdi prati)はここで歌われる）。
騙されたと知ったアルチーナは魔法で精霊たちを召喚してルッジェーロを引き止めようとするが、（ルッジェーロの指輪によって）力を失ってしまい、何も起こらない(Ombre pallide)。アルチーナが去った後、精霊たちのバレエによって幕が降りる。

### 第3幕
モルガナはオロンテとのよりを戻そうとする。オロンテは今もモルガナを愛しているが、冷淡なふりをする。
ルッジェーロはアルチーナと出会うが、決然として自分には妻がいてもうアルチーナを愛していないことを告げて去る。
一行は怪物たちに襲われるが、ルッジェーロが立ちむかう(Sta nell'Ircana)。アルチーナは島を守る兵士や怪物がルッジェーロに倒されたことをオロンテから聞いて絶望する(Mi restano le lagrime)。アルチーナはライオンに変えられたオベルトの父をオベルト自身に殺させようとするが、オベルトはそれが父であることを見ぬく。
ルッジェーロらの一行はアルチーナの宮殿に戻る（三重唱「Non è amor, né gelosia」）。魔力の元である壺をルッジェーロが壊すと、獣などに変えられていた人々はもとの姿にかえる。彼らの合唱とバレエによって幕を閉じる。

## アルチーナ組曲
『アルチーナ』からバレエ音楽を抜粋した『アルチーナ組曲』と呼ばれるものが存在する。これは第1幕のバレエ4曲（ガヴォット（短調）- サラバンド - メヌエット - ガヴォット（長調））の前後に第3幕のバレエ（アントレとタンブリーノ）を加えた6曲からなる。日本楽譜出版社からなぜか『アルキーナ組曲』というまちがった名前で売られている。